# Deirdre Clune
Deirdre Clune, nata Barry (Cork, 1º giugno 1959), è una politica irlandese.

## Biografia
Clune ha frequentato l'University College Cork, dove ha studiato ingegneria civile. Fino alla seconda metà degli anni '90, ha lavorato come ingegnere. Dopo aver completato gli studi, è diventata una lavoratrice autonoma e ha lavorato per diversi anni in Irlanda e all'estero. Come figlia e nipote dei politici Peter Barry e Anthony Barry, Deirdre Clune ha sempre avuto un interesse per la politica. Nel 1997, dopo che suo padre si è ritirato dalla politica attiva, ha corso con successo per Fine Gael nel Dáil Éireann. Nel 1999 è stata eletta nel consiglio comunale di Cork ed è stata rieletta nel 2004. Nelle elezioni per Dáil Éireann nel 2002, Clune perse il suo posto di Teachta Dála e il suo tentativo di essere eletta al Seanad Éireann nello stesso anno fallirono. Come membro del consiglio comunale di Cork, ha ricoperto la carica di Lord Mayor di Cork dal 2005 al 2006. Durante il suo mandato come Lord Mayor of Cork, Cork fu la capitale europea della cultura. Nel maggio 2007, Clune è stata eletta al 30° Dáil Éireann; di conseguenza, si è dimessa dal Consiglio comunale di Cork. Dal 2011 al 2014 è stata membro del Seanad Éireann. Alle elezioni europee del 2014, è stata eletta al Parlamento europeo.